# Hans von Pawel-Rammingen

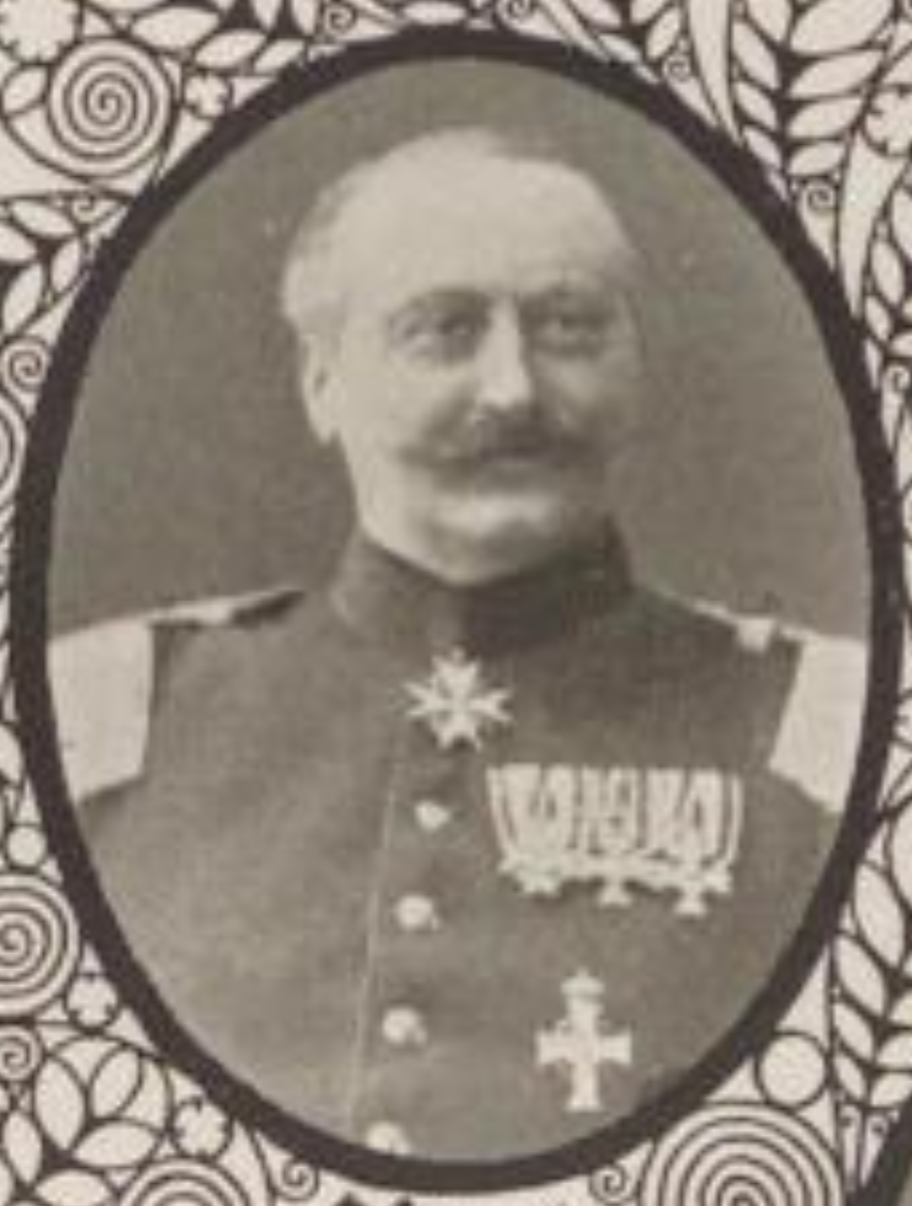
Hans von Pawel-Rammingen

Emil Otto Alexander Hans von Pawel-Rammingen (* 8. Dezember 1856 in Großdenkte; † 12. Januar 1924 in Dresden) war ein sächsischer Generalmajor.

## Leben

### Herkunft
Hans von Pawel-Rammingen entstammte der Halberstädter Linie der Adelsfamilie von Pawel-Rammingen. Er war das jüngste von fünf Kindern des braunschweigischen Rittmeisters und Kammerherrn Albert von Pawel-Rammingen (1817–1888) und dessen Ehefrau Elise, geborene Martini (* 1825).

### Karriere

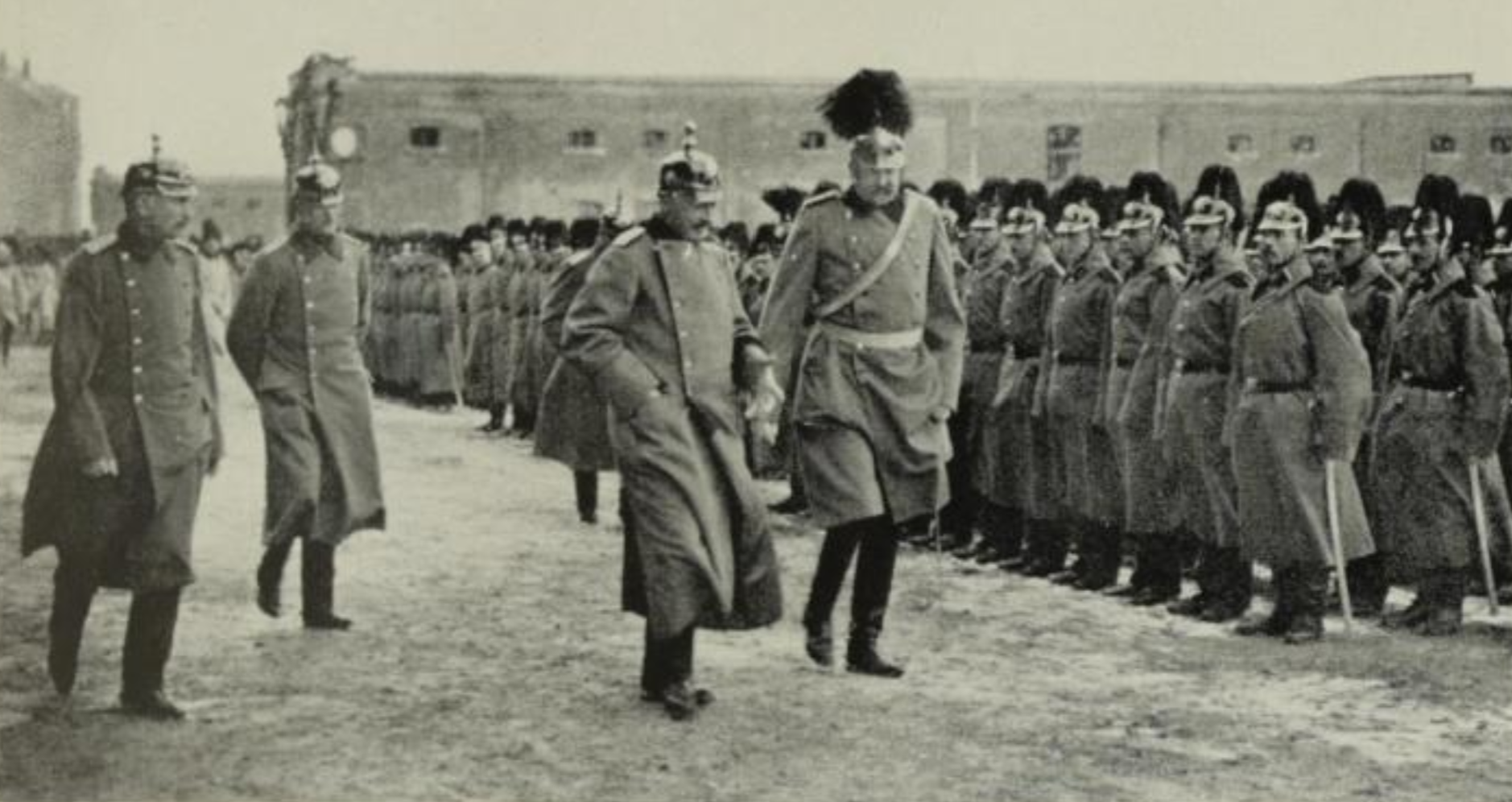
Oberst von Pawel-Rammingen (der große neben Friedrich August III.) mit dem sächsischen König und zwei Generälen anlässlich einer Paradeaufstellung eines Feldartillerie-Regiments (29. März 1914)

Hans von Pawel-Rammingen wurde zunächst im elterlichen Hause erzogen und trat am 22. April 1874 als Avantageur in die 2. reitende Batterie des 1. Feldartillerie-Regiments Nr. 12 der Sächsischen Armee in Geithain ein und avancierte im September 1875 zum Sekondeleutnant unter gleichzeitiger Versetzung in die 5. fahrende Batterie des Regiments in Dresden. Er wurde 1885 zum Premierleutnant befördert. Pawel-Rammingen war vielen Dresdnern als „der stattliche, große, schneidige Artillerie-Offizier“ bekannt. Er avancierte am 20. März 1890 zum Hauptmann und Chef der 1. reitenden Batterie in Riesa. Nachdem er am 26. März 1899 zum Major aufgestiegen war, wurde er zum Kommandeur der II. Abteilung im 3. Feldartillerie-Regiment Nr. 32 ernannt. Im September desselben Jahres wurde er zum Ehrenritter des Johanniterordens geschlagen. Am 25. März 1901 wurde er als Kommandeur der reitenden Abteilung zum 1. Feldartillerie-Regiment Nr. 12 in Königsbrück rückversetzt. In dieser Eigenschaft wurde er am 21. März 1904 zum Oberstleutnant befördert. Am 22. April 1905 folgte seine Ernennung zum Kommandeur des 3. Feldartillerie-Regiments Nr. 32 sowie am 19. März 1906 die Beförderung zum Oberst. Im September 1906 erhielt er die Erlaubnis zur Annahme des Roten Adlerordens III. Klasse. In Genehmigung seines Abschiedsgesuches wurde Pawel-Rammingen am 19. August 1907 mit Pension und der Erlaubnis zum Tragen der Regimentsuniform Disposition gestellt.
Nach Ausbruch des Ersten Weltkrieges wurde Pawel-Ramming als z.D.-Offizier wiederverwendet und diente zunächst als Inspekteur der Ersatzabteilungen der Feldartillerie des XIX. (II. Königlich Sächsisches) Armee-Korps in Leipzig. Am 1. April 1915 wurde er Kommandeur der Munitionskolonnen und Trains des XII. (Königlich Sächsisches) Reserve-Korps und in dieser Stellung erhielt er am 20. August 1915 den Charakter als Generalmajor und das Komturkreuz II. Klasse des Verdienstordens mit Schwertern. Ab dem 20. Januar 1917 diente er als Kommandeur der Etappenkommandanturen V und XII. Die im Kriege erlittenen Anstrengungen führten schließlich zu seinem Tode im Jahre 1924.

### Familie
Pawel-Rammingen war mit einer Kobe verheiratete und hatte mit die Zwillinge Udo (* 1888) und Ilse (* 1888) sowie Hans (* 1895) und Horst (* 1895). 